# 亞里塔略克山
15°22′54″S 70°37′01″W / 15.38167°S 70.61694°W
亞里塔略克山（Yaritayuq），是秘魯的山峰，位於該國東南部普諾大區，由帕爾卡區和帕拉蒂亞區負責管轄，屬於安地斯山脈的一部分，海拔高度4,800米。